# مارکو پرینی
مارکو پرینی (انگلیسی: Marco Perini؛ زادهٔ ۱۹ مارس ۱۹۸۵) بازیکن فوتبال است.
از باشگاه‌هایی که در آن بازی کرده‌است می‌توان به باشگاه فوتبال مونتسا اشاره کرد.